# 加图研究所
加图研究所（英語：Cato Institute，又译卡托研究所）是一個位於美國華盛頓哥倫比亞特區的自由意志主義智庫。是美國五大保守派智庫之一。
研究所自許的任務是要「擴展公共政策辯論的角度」，以擴展參與情報、公共政策以及政府正當角色的討論來「恢復小政府、個人自由、市場經濟、以及和平的美國傳統」。

## 歷史
加图研究所是由Edward S. Crane在1977年於加州舊金山創立的，研究所是以18世紀早期一連串提倡約翰·洛克政治理論的論文集《加图来信》（Cato's Letters）為名，加图一名原本是來自羅馬時代一名捍衛共和國制度的政治家。
穆瑞·羅斯巴德原本是加图研究所的重要創辦人之一，他是加图研究所最初三名委員會成員的其中一人，加图研究所一名也是他取的。但在一連串與其他成員的爭議後，羅斯巴德在1981年脫離研究所。
加图在1981年搬到了華盛頓哥倫比亞特區，在美國國會旁租下了一棟公寓作為總部。研究所在1993年又搬到了現在位於麻薩諸塞大街的地址。
在2002年11月，加图研究所被Alexa的排名系統列為「點擊率最高的智囊」，並且稱加图研究所為「在過去三個月人氣最高的智囊網站」，光在那年9月就有188,901名訪客參觀加图研究所的網站。

## 出版
加图研究出版的期刊包括了加图的信函（页面存档备份，存于）、加图期刊（页面存档备份，存于）、管制雜誌（页面存档备份，存于）、加图最高法院監督（页面存档备份，存于）以及政策研究。加图研究所販賣的書籍（页面存档备份，存于）包括了《社會福利：內在的矛盾》（Social Security: The Inherent Contradiction）、《替全球資本主義辯護》（In Defense of Global Capitalism）、《教育卷戰爭》（Voucher Wars）等書。
加图研究所曾在1977年至1982年之間出版Inquiry Magazine，他們也曾出版一系列名為Cato Papers的論文集。

## 理念
加图研究所的理念深扎於約翰·洛克和亞當·斯密的古典自由主義傳統。加图的學者經常從許多不同哲學和宗教的角度來探討各種議題，舉例而言，2005年一本由加图的貿易政策研究部門學者Dan Griswold發行的小冊子，便從基督教的觀點申揚個人自由的立場。加图研究所的政策分析家Will Wilkinson也曾主張以綜合哈耶克與約翰·羅爾斯理論的方式來替自由原則辯護。
三名諾貝爾獎得主的學者對加图研究所的理念有特別深刻的影響，米爾頓·弗里德曼首先提出了學校自由選擇制度（School choice）的概念，之後便成為加图教育自由中心一直提倡的政策。佛利民也影響了加图研究所在其他許多議題的立場，包括了貨幣主義以及停止徵兵和反毒政策的理論。弗里德里克·哈耶克所提出的自願秩序概念以及強調價格機制的重要性也對加图研究所的許多學者有深刻影響。詹姆斯·M·布坎南在公共選擇學派上的理論也影響了加图研究所對政府的各種計畫和政策提出的深刻批判。
艾茵·蘭德的客觀主義哲學對加图研究所有極大影響，客觀主義與自由意志主義共同主張個人自由、自由市場、以及小政府的理念。在1997年加图的副所長大衛·伯阿茲（David Boaz）寫道所有的客觀主義者都必然是自由意志主義者。

### 與保守派的衝突
在共和黨於1994年的國會選舉大勝之後，加图研究所經常被視為是美國保守主義政治運動的重鎮之一。在20世紀後半重塑並重振了共和黨以及保守主義運動的巴里·戈德华特與罗纳德·里根也都曾受到自由意志主義理念的深刻影響。
不過，加图研究所在正式上一直拒絕被稱為保守主義智囊，因為「保守派代表了一種對改變的反抗、以及一種企圖保持現狀的心態」。隨著加图研究所對於共和黨主流的尖銳批評，這樣的矛盾關係在近年也開始越來越明顯。逐漸擴大的衝突可以歸咎於共和黨官方逐漸支持的ㄧ些政府干預經濟和社會的政策、對於政府開支的擴張、以及新保守主義的外交政策。
加图的學者對於喬治·沃克·布什任期下行政部門權力的擴張提出許多尖銳批評，同時也批評他對伊拉克戰爭的政策。在2006年和2007年加图研究所還特地出版了兩本書，批評共和黨在從1994年掌權後對於小政府理念的逐漸拋棄和背叛。舉例而言，布什總統在2005年提出的民營化社會福利制度的提案只獲得一小部份共和黨國會議員的支持，而民營化社會福利制度的概念一直是加图研究所長年來所提倡的。在109屆的國會會期裡，布希總統以加图學者Dan Griswold提議為基礎所構畫的移民政策改革甚至在大量保守派的共和黨國會議員主導下遭到封殺。

### 與客觀主義的緊張關係
儘管兩者在政治議題上都有幾乎完全相同的立場，自由意志主義的加图研究所與客觀主義的各種機構之間的關係並不總是非常和諧。艾茵·蘭德在世時一直藐視當時發展中的自由意志主義運動，蘭德的精神繼承人列奥那多·培可夫（Leonard Peikoff）也堅持蘭德的立場，拒絕與任何自由意志主義組織來往－包括加图研究所在內。其他客觀主義的機構，尤其是阿特拉斯社會（Atlas Society）則對加图研究所表現出比較友善的態度。在2007年10月一場由阿特拉斯社會主辦慶祝《阿特拉斯擺脫重負》出版五十周年的紀念會上，加图研究所的所長和創辦人Ed Crane還表示他和其他加图的成員都也自認為是客觀主義者，他強調客觀主義者與其他自由意志主義者都是自然的戰友，並且鼓勵客觀主義者與主流的自由意志主義動合作交流。加图研究所的領導人長年來一直企圖化解客觀主義與自由意志主義之間的緊張關係。

## 議題立場
依據研究所的格言，加图研究所支持的是那些可以促進「個人自由、小政府、自由市場、以及和平」的政策。加图的學者在各種政策上都保持自由意志主義的立場，主張減少政府對於國內社會和經濟的干預，並且減少在國際上的軍事和政治干預。ㄧ些加图研究所提倡的政策包括了廢止最低工資管制、改革反毒品政策、廢止企業補助和貿易壁壘、減少聯邦政府對市場運作以及地方州政府的干預、深化自由學校選擇制度、廢止政府實行的族群歧視政策－包括已經實行多年的種族資料建檔以及積極行動（affirmative action）政策，並且減少對於私人領域歧視的管制。

### 社會福利
加图研究所在1995年開始了社會福利民營化計畫，並在2002年將其重命名為社會福利選擇計畫。加图研究所強調應該讓美國人民個人自行選擇是否參與或退出社會福利制度。如同其他支持個人化健保儲蓄帳號概念的組織，加图的學者現在也避免使用「民營化」一詞來描述他們的政策，因為當前這一詞對美國大眾而言帶有些許負面含義。
加图研究所的社會福利政策提議包括了讓勞工可以選擇是否將他們的社會福利費用存入一半至個人的帳戶，並且放棄在這之後的任何累積的社會福利津貼。而對選擇了這項措施的勞工，剩餘的社會福利津貼則可以被以債券方式轉售，讓願意的勞工可以重複投資福利津貼換取更高的未來收入。不過對這些勞工，本來會以雇主名義投入社會福利帳號的薪資稅金將會改投入其他仍然選擇保持舊制度的人的帳號裡。
加图的學者強調當前的社會福利制度是無法長久維持的，並且必將需要未來的增稅和津貼減裁來維持平衡。由於當前制度下「工作便要繳費」的本質，現職的勞工被迫要納稅支撐過去的勞工（已退休的），當現職勞工與退休勞工比例差距縮減後，現職勞工便會背扛越來越多薪資稅的負擔。加图的學者也強調福利津貼的可繼承性，與當前制度不同的是，加图的計畫將會允許那些在達到退休年齡前便去世的勞工將他們累積的個人社會福利儲蓄繼承給子女。在2003年，加图研究所主張若是政府減低對企業的補助，布希總統的社會福利制度民營計畫其實可以獲得足夠資金。

### 外交政策和公民自由
在近年來，加图研究所的不干涉主義外交政策以及對於公民自由的堅定支持，使加图的學者經常批評政府的許多政策－無論民主黨和共和黨。加图的學者反對了喬治·赫伯特·沃克·布希總統在1991年發起的波斯灣戰爭、比爾·柯林頓對海地和科索沃的干預、以及喬治·沃克·布希總統在2003年發起的伊拉克戰爭。不過加图研究所支持了2001年對阿富汗的入侵以作為對911恐怖攻擊事件的回應。
加图的政策分析者也經常批評近年來政府政策對於公民自由所構成的侵犯，他們尖銳批評司法部長珍妮特·雷諾（Janet Reno）在1993年攻擊德州瓦科市大衛教派本營的決定。而最近加图研究所也反對了美國愛國法（USA Patriot Act），以及對涉嫌恐怖行動的外籍人士的未審拘禁，並且也批評布希總統第二屆任內對於執政權力的強硬擴張。

### 其他國內政策
加图研究所在1998年對許多州分與菸草公司達成的反壟斷協議提出相當尖銳的批評。除了其他各種自由放任的政策外，加图的學者也提議開放更多移民到美國工作。
加图研究所還提議一種用以平衡預算的美國憲法修正案，用以作為減少美國政府預算赤字的自我監督機制。
在2003年加图研究所表態支持最高法院在勞倫斯訴德克薩斯州一案裡的判決，禁止剩餘的幾個州分繼續非法化私人之間的同性戀關係。加图研究所以第14號憲法修正案來作為他們立場的主要依據。
除此之外，加图的學者也對當前美國的反毒品政策有尖銳批評，並且批評美國執法單位越來越軍事化的執法手段。

## 環保政策
加图研究所定期幾辦許多與全球暖化及全球暖化懷疑論有關的研討會。在2003年的研討會包括了環保和生態學者Patrick Michaels、Robert Balling、和John Christy等人。Balling和Christy還主張全球暖化雖然在某種程度上可以被歸咎為人類製造的現象：
沒有人知道有什麼方式可以在短期內停止全球暖化發生。國際性的協議像是京都協議書和聯合國的氣候改變協議框架，都不會在政策實行的期間內（例如50年或更長）對平均的氣溫有任何的影響－即使是所有國家皆合作亦然。
加图研究所與主流科學界的關係曾經一度緊張，舉例而言，當Sarah Darby等專家指出住宅區氡擴散會對大眾健康造成影響時，加图的研究員Steven Milloy便曾撰文批評這些科學家的研究。

## 資金來源
加图研究所被美國稅務局登記為501(c)(3)的非營利組織，研究所並不進行契約性的研究，同時也不接受政府的補助。在研究所資金來源上，加图研究所主要是依靠民間的私人資助。依據其年度報告，加图研究所在2007年獲得$2040萬美元的資金，而支出則是$1940萬元。年度報告也指出加图研究所有74%的收入是來自個人捐款、15%來自其他基金會、3%來自私人企業、8%來自其他計畫和收入（例如出版盈利、學費）。

### 基金會資助
資助加图研究所的組織包括了：
- Castle Rock Foundation
- Charles G. Koch Charitable Foundation
- Earhart Foundation
- JM Foundation
- John M. Olin Foundation, Inc.
- Claude R. Lambe Charitable Foundation
- Lynde and Harry Bradley Foundation
- Scaife Foundations (Sarah Mellon Scaife, Carthage)

### 企業資助
如同其他大多數智囊，加图研究所獲得來自各種企業的資助，不過企業資助仍然只是研究所次要的資金來源。舉例而言，2007年的研究所財務報告裡，私人企業的資助只佔其預算3%的款額。
依據加图研究所的說法，較少的企業資助使研究所得以在政策研究上保持更為中立客觀的立場。在2004年加图研究所發表了一篇支持「藥品重進口」的文章，激怒了美國國內的製藥產業。在2006年研究所則批評了千禧電子版權法案（Digital Millennium Copyright Act）。加图研究所也曾尖銳批評那些被他們稱為「公司福利」（corporate welfare）政策－亦即那些政府官員以納稅人資金對私人企業的補助，通常是透過預算開支的形式，來補助那些與政治人士關係親密的企業。舉例而言，2002年時加图研究所的所長於華盛頓郵報投稿了一篇呼籲抵制共和黨能源法案的文章，主張那則法案只會讓華盛頓特區的各種遊說團吸取更多的政治資金。同樣的在2005年，加图的學者Jerry Taylor再度批評共和黨的能源法案是對於企業遊說團的政治勾結。

## 新聞事件
- 許多加图研究所的成員都是學界知名的人物，包括了諾貝爾經濟學獎得主弗里德里克·哈耶克、詹姆斯·M·布坎南、以及弗農·史密斯。
- 加图的資深研究員蘭迪·巴內特在2004年是最高法院的Gonzales v. Raich一案裡的律師。
- 加图的研究員P. J. O'Rourke是暢銷書《妓院國會，世界上所有問題的製造者》的作者
- 加图的政策分析家Radley Balko在2006年最高法院的Hudson v. Michigan一案裡被法官Breyer引述，反對「沒有敲門」的執法突襲[42]
- 在2005年12月，加图的研究員Doug Bandow承認曾從遊說客阿布拉莫夫收取資金並在Copley Press報上撰寫有利於阿布拉莫夫的評論。不過刊登的評論實際上並非Bandow自己的觀點。Bandow在12月15日從加图研究所辭職。
- 在1999年，知名的環保科學家David Rall於車禍中喪生。當時擔任加图研究員的Steven Milloy在其個人網站junkscience.com慶祝其去世，還寫道：「一個一直把老鼠接觸化學元素的成果拿來冒充人體副作用宣傳、浪費數百萬美元公共和私人資金的垃圾科學家終於死了。」加图研究所的所長Ed Crane表示Milloy的個人攻擊是相當缺乏判斷力和禮貌的，但Milloy仍然拒絕道歉。他一直保持加图的職位直到2005年底。在後來又因被指稱與菸草公司有資金往來的爭議傳出後，Milloy的名字被從加图網站移除[43]。

## 米爾頓·佛利民獎
自2002年以來，加图研究所每兩年便會頒發米爾頓·佛利民伸張自由獎給那些「對於伸張人類自由有傑出貢獻的個人」。獎項的獎金為$250,000美元。

### 历届获奖者
| 年度 | 得獎人             | 國家           |
| ---- | ------------------ | -------------- |
| 2002 | Peter Thomas Bauer | 英國           |
| 2004 | 埃尔南多·德索托    | 秘魯           |
| 2006 | 馬爾特·拉爾        | 爱沙尼亚       |
| 2008 | Yon Goicoechea     | 委內瑞拉       |
| 2010 | 阿克巴爾·甘吉      | 伊朗           |
| 2012 | 茅于軾             | 中华人民共和国 |
| 2014 | Leszek Balcerowicz | 波蘭           |
| 2016 | Flemming Rose      | 丹麦           |
| 2018 | 白衣女士           | 古巴           |
| 2021 | 清白專案           | 美国           |
| 2023 | 黎智英             | 中國香港       |

## 知名的人物

### 學者
- 大衛·伯阿茲（David Boaz）, 副所長
- Edward H. Crane, 所長和CEO
- Jagadeesh Gokhale, 資深研究員
- Daniel T. Griswold, 貿易政策研究中心主任
- Andrey Illarionov
- Brink Lindsey, 研究部副所長
- 威廉斯·奈斯坎南, 主席
- Tom G. Palmer, 資深研究員, 加图大學院長
- Roger Pilon, 法律事務中心副所長
- José Piñera, 社會福利選擇計畫共同主席
- Alan Reynolds, 資深研究員
- John Samples, 代議政府研究中心所長
- Jerry Taylor. 資深研究員
- Ian Vásquez, 全球自由與繁榮研究中心所長
- Will Wilkinson, 政策分析員
- Sigrid Fry-Revere, 生物倫理研究所長

### 助理學者
- Donald J. Boudreaux
- Robert L. Bradley, Jr
- Tyler Cowen
- Michael Cox
- Richard Epstein
- Michael Gough
- Tibor Machan
- Randal O'Toole
- 弗農·史密斯
- Thomas Szasz
- Robert Corn-Revere

### 研究員
- 蘭迪·巴內特
- James Bovard
- 詹姆斯·M·布坎南
- Steve H. Hanke
- 弗里德里克·哈耶克
- Andrei Illarionov
- Penn Jillette
- David Kopel
- Johan Norberg
- P. J. O'Rourke
- Jim Powell

## 外部連結
- 加图研究所官方網站（页面存档备份，存于）
- 貿易政策研究中心（页面存档备份，存于）
- 社會福利選擇計畫（页面存档备份，存于）
- Cato Unbound（页面存档备份，存于） 加图研究所的月刊
- 米爾頓·佛利民伸張自由獎（页面存档备份，存于）
- Cato@Liberty blog（页面存档备份，存于）
- 全球自由與繁榮研究中心

### 批評
- Mike Huben, "Criticisms of the CATO Institute（页面存档备份，存于）
- Lew Rockwel's Editorial on the Bandow/Abramoff controversy（页面存档备份，存于）
- John Fonte, "Dogmatic Libertarians: Over the edge"（页面存档备份，存于）, National Review Online, May 9, 2002
- "The Cato Institute or Anarchism seen through the Multinationals’ Eyes"（页面存档备份，存于）, Voltaire Network
- Cato Institute profile（页面存档备份，存于） at Sourcewatch.org